# E1 (Jerusalén)

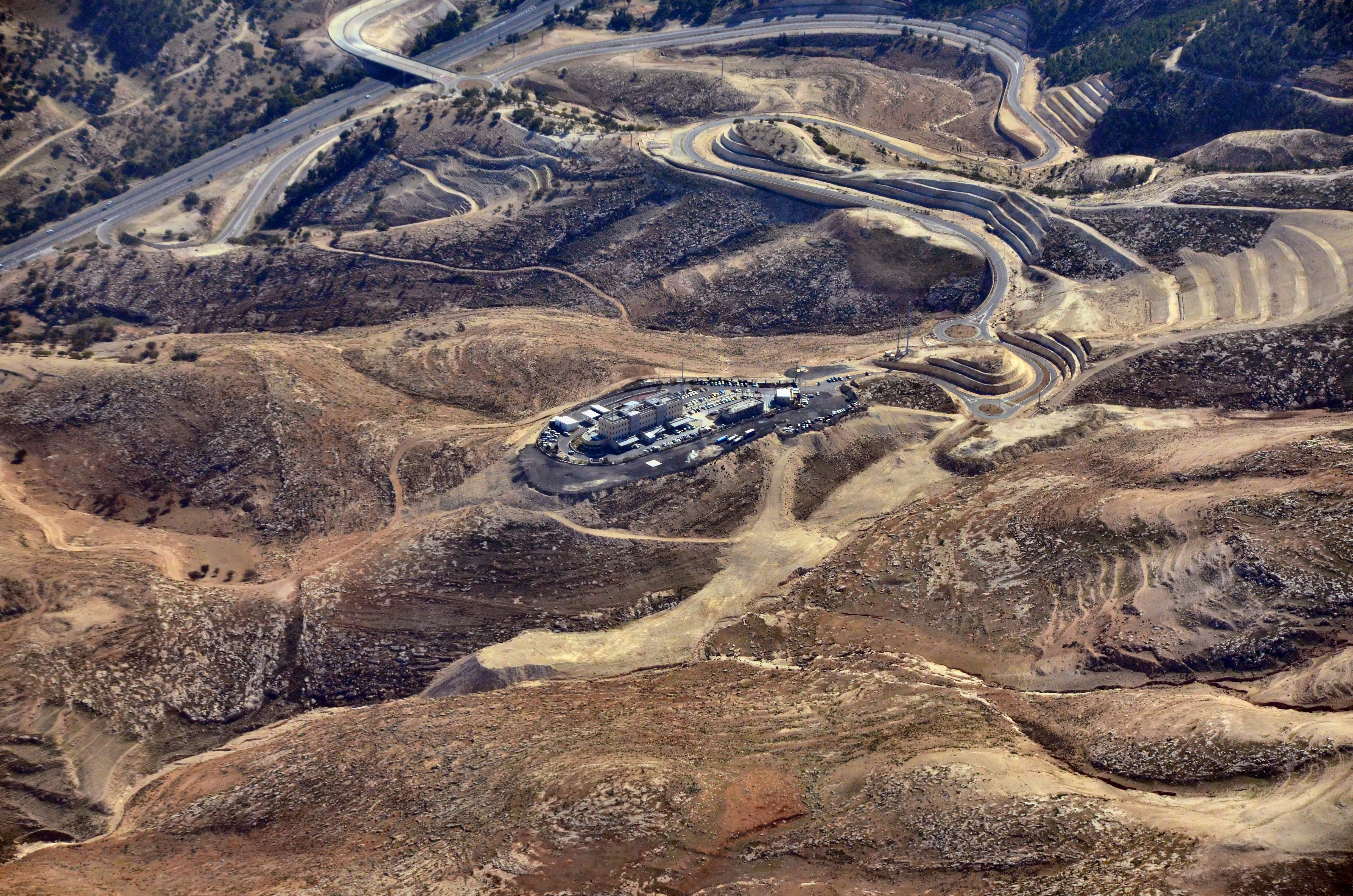
Vista del cuartel de policía israelí construido en el corredor E1 (2014).

Al ampliar el mapa, pueden ver el emplazamiento exacto de E1, entre Ma'ale Adumim y el Monte Scopus.

E1, abreviatura de Este 1 (East 1 en inglés), también llamado «Area E1», «Zona E!» o «Corredor E1» en español (hebreo: מְבַשֶּׂרֶת אֲדֻמִּים, Mevaseret Adumim) es un área de Cisjordania situada dentro de los límites del asentamiento israelí de Ma'ale Adumim. Linda por el nordeste con Jerusalén Oriental y por el oeste con Ma'ale Adumim. Cubre un área de 12 km² que alberga varias comunidades beduinas y sus rebaños, así como un importante cuartel de la policía israelí. El campamento palestino en tiendas de Bab al Shams, que se estableció durante varios días a principios de 2013, se encontraba también dentro de esa área.
Existe un proyecto de construcción israelí en E1, llamado el «Plan E1», congelado desde al menos 2009 debido a las presiones internacionales. Este proyecto no es sinónimo de una expansión de Ma'ale Adumim. Fue inicialmente concebido por Yitzhak Rabin en 1995.
Construir en E1 es un tema controvertido. Los críticos con el proyecto dicen que está destinado a impedir cualquier expansión de Jerusalén Este al crear un enlace físico entre Ma'ale Adumim y Jerusalén, y que completaría del todo el medio círculo formado por los asentamientos israelíes alrededor de Jerusalén Este para separarlo del resto de Cisjordania y de sus núcleos de población, y así crear una área continua de población judía entre Jerusalén y Ma'ale Adumim. Casi partiría en dos Cisjordania, lo que comprometería las perspectivas de crear un estado palestino contiguo. Los palestinos describen el proyecto E1 como una empresa enfocada a judaizar Jerusalén.
La comunidad internacional considera que los asentamientos israelíes en Cisjordania son ilegales según la legislación internacional, pero el gobierno israelí lo niega.

## Geografía
El área E1 se encuentra en Cisjordania. Linda con el barrio jerosolimitano de la Colina Francesa al oeste, con el pueblo de Abu Dis al sureste, con Kedar (Gush Etzion) al sur, Ma'ale Adumim al este y Almon (Mateh Binyamin) al norte. Se extiende sobre casi 1214 hectáreas de monte. El corredor E1 se extiende desde el límite oriental de Jerusalén Este hasta Ma'ale Adumim, un importante asentamiento israelí situado al este de la Línea Verde de 1949. E1 pertenece al área C de Cisjordania, bajo control absoluto, tanto militar como civil, de Israel, y es administrado por Ma'ale Adumim.

## Historia
Bajo el gobierno de Yitzhak Shamir en 1991, parte del área conocida adelante como E1 fue transferida al concejo local de Ma'ale Adumim. En enero de 1994, el Sub-comité para los Asentamientos del Consejo Superior de Ordenación del Área de Judea y Samaria planteó un nuevo proyecto que ampliaba el proyecto municipal de Ma'ale Adumim y, de hecho, sentó las bases del futuro proyecto E1.  Yitzhak Rabin expandió los límites de Ma'ale Adumim para incluir el área E1 y pidió al ministro de Vivienda Binyamin Ben-Eliezer que empezara a proyectar un barrio de viviendas en la zona. Rabin, sin embargo, se abstuvo de llevar a cabo cualquier proyecto de construcción en el área. A partir de ese momento se promovieron procesos de planificación y de autorización para el barrio E1, pero nunca llegaron a realizarse del todo debido a los impedimentos diplomáticos.
Según las cláusulas de los acuerdos provisionales de Oslo II del 28 de septiembre de 1995, el área E1 fue integrada en la zona C de Cisjordania, en la que las tareas de planificación y zonificación corresponden a Israel. A pesar de los proyectos a largo plazo de la municipalidad de Ma'aleh Adumim de construir 3000 nuevas viviendas en el territorio llamado E1, Israel se abstuvo de manera unilateral.
Pero desde el gobierno de Yitzhak Rabin, todos los primeros ministros de Israel han apoyado el proyecto de crear una zona urbana isrelí continuada entre Ma'ale Adumim and Jerusalén:
El 13 de marzo de 1996, el primer ministro Shimon Peres reafirmó que el gobierno israelí iba a pedir la soberanía de Israel sobre Ma’aleh Adumim en el marco de un acuerdo permanente de paz. Yossi Beilin, político y coautor de la Iniciativa de Ginebra, apoyó la anexión de Ma’aleh Adumim. Según un documento acordado entre el entonces primer ministro Yossi Beilin y Mahmoud Abbas a mediados de la década de 1990, algunos barrios palestinos de Jerusalén iban a ser transferidos al futuro Estado de Palestina mientras Israel anexionaría algunas comunidades israelíes del área de Jerusalén como Ma'ale Adumim, Givat Zeev, Beitar y Efrat.[cita requerida] De acuerdo con el proyecto Clinton de partición de Jerusalén que se elaboró en las conversaciones entre Israel y la Autoridad Palestina en la Cumbre de Paz de Camp David (2000), se iba a compensar a Israel por la partición de la ciudad con la anexión de Ma'ale Adumim.
Bajo el gobierno de Ehud Barak, el primer ministro expresó su apoyo a E1 pero se abstuvo de emprender construcciones en el área. Barak planteó el tema de E1 en la mesa de negociación de la cumbre de Taba, pero la situación de E1 se quedó sin resolver cuando las negociaciones se interrumpieron.
En 2002, el ministro de Defensa Binyamin Ben-Eliezer firmó para que el plan maestro para E1 (tramitado pero sin aprobar bajo la administración de Netanyahu) se convirtiera en ley. En consecuencia, Ben Eliezer pidió a la administración norteamericana que no se llevara a cabo el plan E1 y no se llevó a cabo ninguna planificación urbanística ni construcciones bajo su mandato.
A mediados de 2004, empezaron a construirse infrastucturas en E1. El ministerio de Construcción llevaba las obras, que eran ilegales: en ausencia de un plan urbano específico, no se pudieron dar y no se dieron permisos que autorizaran estas obras. Las obras consistieron en abrir paso para las autopistas que iban a dar acceso a las futuras áreas residenciales que habían sido proyectadas y la preparación del terreno para la edificación de la comisaría de policía que iba a incorporar a la comisaría de Ras Al Amud que se iba a trasladar allí.
En la conferencia de Annapolis de 2007, los entonces primer ministro Ehud Olmert y ministro de asuntos exteriores Tzipi Livni pidieron que Ma’aleh Adumim se quedase como parte de Israel. Bajo el gobierno de Netanyahu, el primer ministro intentó acelerar la puesta en marcha del plan E1. Se dio un primer paso legal para que se llevase a cabo el plan, que incluía la designación de tierras sin ser lo suficientemente específico para que se emitieran permisos de construcción, bajo el paraguas del establecimiento de la municipalidad del Gran Jerusalén que incluiría Ma'ale Adumim. Netanyahu declaró entonces que «el Estado de Israel seguirá construyendo en Jerusalén y en todos los lugares del mapa estratégico del Estado», una continuación de la tradición política que considera el control de E1 de interés vital para los israelíes.
Desde 2008, la sede del área de Judea y Samaria de la Policía de Fronteras de Israel se encuentra en el área E1.
En diciembre de 2012, en respuesta a la aprobación por la Asamblea General de las Naciones Unidas de la admisión de Palestina como Estado observador no miembro, Israel anunció al día siguiente que iba a retomar la planificación y zonificación del área E1. Los ministros de la Unión Europea expresaron su consternación y cinco países europeos ordenaron a los embajadores de Israel que comparecieran en protesta.

## Proyecto E1
El proyecto para el área E1 dentro del término municipal de Ma'ale Adumim busca desarrollar la zona a fin de enlazar Ma'ale Adumim y sus 40.000 residentes con Jerusalén. Implica la construcción de 3.500-15.000 viviendas, de la sede de la policía del Área de Judea y Samaria –ya construida—, así como de una amplia zona industrial y de zonas dedicadas al turismo y al comercio. Preve también un vertedero y un cementerio compartido entre Jerusalén y Ma'ale Adumim.
La propuesta en 2009 de construir una futura carretera alrededor del asientamiento de Kedar fue también considerada como un intento de facilitar el desarrollo residencial de E1.
El área disputada de E1 está localizada en Cisjordania y cubre el área que se extiende desde Jerusalén hasta Ma'ale Adumim. La tierra en cuestión tiene una extensión de aproximadamente 12.000 dunams (1200 ha), lo que equivale a unos 12 km².
Si se llevase a cabo el plan E1, los palestinos podrían, teóricamente, viajar entre el norte y el sur de Cisjordania por una carretera que, a día de hoy (2018), no existe. Contornearía el bloque de Ma'ale Adumim  y el área extendida de Jerusalén. Se plantearon también sugerencias para que se creara una carretera alternativa para palestinos que iría de norte a sur entre Jerusalén y Ma'ale Adumim y que utilizaría pases elevados y tuneles para evitar los asientamientos israelíes.

## Objetivos
El gobierno israelí dice que el plan E1 es de suma importancia para la seguridad nacional de Israel y que no plantea amenazas a la formación de un Estado palestino con continuidad territorial en Cisjordania. Los oficiales del ejército israelí estiman que E1 es necesario para que Israel tenga fronteras defendibles, en primer lugar para la protección de la capital, Jerusalén. A pesar de este contexto conservador, muchos israelíes acusaron al primer ministro, Benjamin Netanyahu, de detener el planing de los asentamientos para satisfacer a la administración de Obama.
El alcalde de Ma'ale Adumim, Bennie Kashriel, dijo que el proyecto era necesario para el crecimiento natural de Ma'ale Adumim y para su seguridad. Sin el, el asentamiento quedaría segregado de Jerusalén, que queda a 12 minutos en coche y sería vulnerable si cualquiera tomase el área de E1.
El jefe de gabinete del presidente palestino, Rafiq Husseini, declaró que «El proyecto E1 separaría el norte y el sur de Cisjordania de Jerusalén Este, lo que impediría el establecimiento de un estado palestino». Esto haría más difícil alcanzar un acuerdo sobre fronteras definitivas. En ese sentido los Estados Unidos (en un primer tiempo), la Unión Europea y las Naciones Unidas han apoyado la postura palestina y han intentado parar las construcciones llevadas a cabo por Israel en el área, a la espera de un acuerdo de paz definitivo. Para la Unión Europea y las Naciones Unidas, construir en esta área daría un «golpe fatal» a la solución de dos Estados y lo haría «casi inconcebible».
Los palestinos afirman que E1 se encuentra en medio de una ruta de vital importancia que une Ramala y Belén en un eje norte-sur. Por su parte, los miembros del gobierno israelí defienden que un sistema de carreteras protegidas y de tuneles podría permitir el paso a los palestinos, a lo que estos objetan que deberían ser los israelíes los que utilicen un sistema parecido de carreteras para circular entre Maale Adumim y Jerusalén. Los israelíes consideran también que los palestinos podrían viajar de norte a sur desviando su ruta más al este y pasando por el valle del río Jordán. Los palestinos argumentan que está demasiado alejado y que Israel dijo que pediría tener la ruta bajo presencia militar.

## Reactivación del proyecto E1
El cambio de postura de la administración estadounidense y la publicación en enero de 2020 del plan diseñado por Donald Trump y Benjamín Netanyahu que prevé la anexión a Israel de los asentamientos israelíes de Cisjordania y del valle del río Jordán, alentó el relanzamiento del proyecto E1. En la campaña electoral para las elecciones legislativas israelíes del 2 de marzo de 2020, Netanyahu prometió activar la construcción de 3500 viviendas en E1, en un intento de granjearse el apoyo de los colonos israelíes de Cisjordania, de los partidos ultraortodoxos y la extrema derecha. La ONG Peace Now (Paz Ahora) afirmó que el gobierno israelí planeaba construir hasta 8300 casas en el área.
En marzo de 2025, el gobierno israelí aprobó la construcción de una carretera segregada de circunvalación solo para palestinos en la zona E1 con el fin de promover la construcción de asentamientos en la zona. Esto significará que los palestinos residentes no podrán acceder a ella en coche y, por lo tanto, generará una «expulsión de facto» de las poblaciones palestinas. Además, el gobierno israelí anunció que la construcción de esta carretera se costeará con los impuestos de los propios palestinos, que Israel recoge cada año y después entrega a la Autoridad Nacional Palestina de acuerdo con los Acuerdos de Oslo. El ministro de Finanzas israelí, Bezalel Smotrich, declaró en mayo de 2025 que construyendo asentamientos en la zona E1 «es como matamos de facto al Estado de Palestina».
En agosto de 2025, el ministro de Finanzas Bezalel Smotrich, líder del Partido Sionista Religioso, anunció un plan de ampliación de Ma'ale Adumim para unirlo al área de E1, con el apoyo de su gobierno. Smotrich declaró en una rueda de prensa que «Esta realidad entierra definitivamente la idea de un Estado palestino, porque no hay nada que reconocer ni nadie a quien reconocer», en alusión a las intenciones de Francia, el Reino Unido y Canadá de reconocer un Estado palestino.
El 14 de agosto de 2025, el Departamento de Estado de la administración Trump de los Estados Unidos respaldó la construcción de viviendas en E1 entre Jerusalén y Ma'ale Adumim, dando así un «cambio de 180 grados en comparación con las declaraciones de administraciones estadounidenses anteriores, que advirtieron contra la construcción y dictaminaron que socava la idea de dos Estados». El plan prevé que el barrio Tzipor Midbar de Ma’ale Adumim reciba 3.515 viviendas adicionales, lo que elevaría el total a 6.916 nuevas unidades. Se duplicaría la población de la ciudad, con aproximadamente 35.000 nuevos residentes.
El proyecto fue condenado por oficiales del gobierno de Palestina, organizaciones de derechos humanos y países árabes como Catar y Egipto. Un portavoz de las Naciones Unidas pidió a Israel que abandonara el proyecto, recordando que los asentamientos en territorios ocupados son ilegales.

## Comunidades beduinas
Al menos 18 tribus beduinas tienen su hogar en el área E1. Entre ellas la comunidad beduina de los Jahalín que asegura que residen allí desde la década de 1950 con el consentimiento de los dueños de las tierras de Abu Dis y al-Eizariya, mientras Israel afirma que fue sólo alrededor del año 1988 cuando grupos Jahalín empezaron a asentarse en la región, en tierras adyacentes.
Los esfuerzos israelíes para desplazar a los beduinos Jahalín de las tierras de E1 fueron interpretados como preparativos para iniciar la construcción del asentamiento. En diciembre de 2011, la Unión Europea depositó una protesta formal ante el Ministerio de Asuntos Exteriores israelí por evacuar a los beduinos y por derrumbar casas palestinas en el área E1. Israel negó que estuviera preparando el terreno para construir el asentamiento.
En febrero de 2012, las autoridades israelíes abandonaron su proyecto de reasentar a los Jahalín sobre el vertedero de Abu Dis, pero confirmaron su intención de concentrarles en un mismo lugar, lo que sería contrario a su estilo de vida nómada tradicional basado en el pastoreo. El 16 de septiembre de 2014, anunciaron que les trasladarían a un lugar situado en el valle del río Jordán, al norte de Jericó.